# Деотт, Жан-Луи
Жан-Луи Деотт (фр. Jean-Louis Déotte; 15 сентября 1946, Монтрёй — 17 февраля 2018, Ассини, Кот-д’Ивуар) — французский философ

, профессор Университета Париж VIII Сен-Дени. Его научные интересы включают в себя эстетику, философию искусства и культуры, философию техники. Особенное влияние на него оказали такие философы, как Лиотар, Жан-Франсуа и Беньямин, Вальтер. Разрабатывал понятия музея, техники и спора (фр. différend) эстетического и косметического. Также исследовал вопросы, связывающие эстетику с политикой, например исчезновение политической оппозиции в период военных диктатур в Южной Америке (Аргентина, Чили).

## Биография
Учился в университете Париж Х — Нантер, где слушал лекции Лиотара (1967—1968) и защитил под руководством Левинаса диплом по философии Декарта (1969). До 1993 года преподавал философию в Кане. В 1990 году в университете Париж VIII под руководством Лиотара защитил диссертацию о месте музея в современной культуре, на основе которой выпустил потом две монографии в 1993 и 1994 годах. С 1993 года преподавал в университете Париж VIII. Один из издателей сетевого журнала Appareil.

## Философия
В своих работах Le Musée, l’origine de l’esthétique и Oubliez ! Les ruines, l’Europe, le musée Деотт развивает тезис, согласно которому музей «имеет дело с фрагментами, с произведениями, оторванными от прежней цели и назначения, то есть с обломками прежних миров». Подобно Хайдеггеру, можно вообразить, что произведения искусства порождают миры, которые теперь находятся на стенах или за витринами. Искусство теперь воспринимается обществом только как эстетическое (по Канту), или как выставка (по Беньямину). Т.е, как ни парадоксально, музей становится устройством забвения.
В других своих работах, в сотрудничестве с Аленом Броссатом, развивает тему государственной террористической политики: L’époque de la disparition (2000) и La mort dissoute (2002); политика, заключающаяся в том, чтобы убирать трупы убитых противников. В таком случае, родственники и друзья не могут выполнять свою работу, связанную со скорбью по ушедшим, то есть они вынуждены жить с их призраками. Игнорируя погребальные ритуалы, с человечеством относятся как с животным. Поэтому фотокамера становится важным политическим орудием, для того чтобы доказать, что какого-то человека никогда не существовало (например, уничтожение фотографий при Сталине). Или наоборот, для подтверждения того, что человек существовал (например, Матери площади Мая).
В L’époque de l’appareil perspectif (2001), Деотт начинает свое рассуждение об эстетическая техника (фр. appareil), и продолжает его в своих работах L’époque des appareils (2004) и Qu’est-ce qu’un appareil ? (2007). По словам Деотта, эстетическая техника (камера обскура, перспектива, музей, фотография, кино, видео и т. д.) не является ни устройством (в смысле Мишеля Фуко), ни средством коммуникации (в смысле Маршалла Маклюэна), ни протезом (в смысле Бернарда Штиглера). Техника — это то, что настраивает внешний вид существования, единичного или коллективного, то, что определяет общественную чувствительность раз за разом и дает её свойства искусству. Один из тезисов, любимых Деоттом, состоит в том, чтобы сказать, что каждая техника изобретает новую временность (например для фотографии, которая в XIX веке изобретает чувство дежавю), которая делает современных людей другими.
Его работы по Вальтеру Беньямину: L’Homme de verre, (1998), а также Walter Benjamin et la forme plastique (2012), послужили поводом для систематизации мысли автора, особенно подчеркнув понятие техники в неотделимой связи с технологией, особенно с архитектурой и радио. Его исследования позволяют рассмотреть абсолютно оригинальную эстетику Беньямина, особенно в вопросах цвета, соотношения формы/содержания, а также в вопросе о преемственности между природой и культурой (с точки зрения иннервации тела). Не менее важен вклад Деотта в рассмотрение политики Беньямина: в этом отношении Деотт будет настаивать на том, что Бенджамин не является марксистом, потому что он заменяет понятие идеологии понятием фантасмагории. Согласно этому подходу, оригинальное положение человечества состоит в том, что область его — не язык, а коллективные мечты.

#### Спор косметический и эстетический
Деотт отмечает, что понятие косметического существует гораздо дольше, чем эстетическое: его находим ещё у древних греков. Эстетическое же акцентируется лишь Кантом в 18 столетии. Понятие «Le Différend» (в русском переводе может означать «спор», «распря») Деотт находит у Лиотара, который анализировал конфликты, споры между символическими порядками и нормами легитимности, в процессе чего он выделил три нормы легитимности: повествование, откровение и обдумывание, что соответствует трем общественно-политическим формам: Языческое общество или традиционное, богословско-политическое общество или монотеистическое, и демократико-капиталистическое общество. Деотт подчеркивает, что благодаря такому разграничению, мы больше не ограничиваемся порядком дискурса, но вводим важное понятие в эстетике Лиотара — плоскость надписи, которая определяет связь между знаками в целом и их носителями. Лиотар делает акцент на разрыве, который вводит итальянский Ренессанс посредством смены перспективы в письме (способа письма). Поэтому, следуя за Лиотаром, Деотт утверждает, что между двумя способами письма нет преемственности, а есть два символических порядка, которые отличаются друг от друга. Например, устройства, которые анализирует Деотт, имеют, с его точки зрения, инфраструктурное проективное письмо. Теперь это косметическое, «модерновое», подходит к концу с оцифровкой знаков и их носителей и, следовательно, проекционных устройств благодаря общему наложению другого письма, которое учитывается только данными технологиями. В этом новом косметическом это новый символический порядок, который навязывает себя, постмодерн. Сталкиваясь с модерном, он образует состояние, которое мы называем сегодня «глобальный кризис». Деотт отмечает, что в рамках одной «косметики» могут возникнуть различные споры и столкновения, последствия которых связаны с определениями искусства. Например, в косметике откровения мы находим столкновение культуры образа (христианство: образ Иисуса Христа, креста, Девы Марии и т. д.) и культуры без образа, где образ запрещен (ислам: так как дар Бога может быть найдет только в Коране, то есть через текст). Результат этого — необходимый релятивизм культурных ценностей. В до-эстетике (то есть в косметике) существовало множество споров об искусстве и о том, каким оно должно быть, но обсуждать это стало возможным только тогда, когда перспективные техники и способы распространили себя на все виды искусства и стали «современными» стандартами для Академий изящных искусств, которые же стали судами. Деотт считает, что такое различие в техниках и способах передачи можно объяснить философски или богословски; эстетическим же это различие станет только в XVIII веке, когда будет введен музей. Для Деотта музей действительно может являться местом эстетики в том смысле, в котором мы его понимаем сегодня, поскольку это единственный институт, позволяющий судить произведениям за себя;они представленные аудитории, которая больше не является особым сообществом, что позволяет вести критические и историографические дебаты без ограничений. Тем не менее навсегда останется принадлежность произведения к тому или иному косметическому. Каждый проективный аппарат, навязывающий себя искусству, повлечет за собой только эстетический спор.

## Труды
- Portrait, autoportrait. — Paris, 1986 (в соавторстве).
- Le Musée, l’origine de l’esthétique. — Paris, 1993.
- Oubliez! Les ruines, l’Europe, le Musée. — Paris, 1994 (исп. пер. 1998).
- L’Homme de verre. Esthétiques benjaminiennes. — Paris, 1998.
- L’époque de l’appareil perspectif. Brunelleschi, Machiavel, Descartes. — Paris, 2001 (нем. пер. 2006).
- L’époque des appareils. — Paris, 2004.
- Appareils et formes de la sensibilité. — Paris, 2005.
- Qu’est-ce qu’un appareil? Walter Benjamin, Jean-François Lyotard, Rancière. — Paris, 2007.
- Appareil et intermédialité. — Paris, 2007 (в соавторстве).

## Публикации на русском языке
- Европа это музей
- Элементы эстетики исчезновения. // Мир в войне: победители/побежденные. 11 сентября 2001 г. глазами французских интеллектуалов. — М., 2003
- Рансьер и исчезновение аппаратов
- О различии между разногласием и распрей. // Философские науки, 2008. — № 3. — С . 179—204.